# 미행 (그림자; Shadow)
"미행 (그림자; Shadow)"은 대한민국의 음악 그룹 f(x)가 부른 얼터네이티브 팝 장르의 노래이다. 2013년 7월 29일 발매한 그룹의 두번째 정규 음반 Pink Tape에 두번째 트랙으로 수록되었다.

## 제작
"미행 (그림자; Shadow)"은 얼터너티브 팝 장르에 속하는 예술 노래이며, 전자악기보다 실로폰의 선율과 같은 기존 악기의 활용으로 독창적인 소리를 만들어낸다. 노래의 작곡과 편곡은 영국의 가수 소피 엘리스벡스터와 캐시 데니스, 미국의 음악 프로듀서 롭 푸사리가 작곡가 조를 이루어 맡았다. 데니스는 카일리 미노그의 "Can't Get You Out of My Head"와 브리트니 스피어스'의 "Toxic", 케이티 페리의 "I Kissed a Girl"로 유명하며, "미행 (그림자; Shadow)"은 그가 처음으로 작곡한 K팝 노래이다.
노래의 가사는 주인을 사랑하게 된 그림자의 이야기를 재치있게 그린 내용으로, 타이틀 트랙 "첫 사랑니 (Rum Pum Pum Pum)"을 작사한 전간디가 썼다. 그는 이전에 소녀시대의 "Look At Me", 샤이니의 "Dream Girl", "Punch Drunk Love", "Girls' Girls' Girls'"를 작사하기도 하였다.

## 아트 필름
2013년 7월 17일, 그룹의 컴백을 알리는 빈티지 스타일의 아트 필름이 SM 엔터테인먼트의 공식 유튜브 채널에 올라왔다. 이 티저 영상은 크리스탈의 영어 나레이션과 함께 "미행 (그림자; Shadow)"의 일부가 사용되었다. 아트 필름에서 촬영된 사진들은 음반의 부클릿에도 포함되었다.